# Iver Rosenkrantz
Iver Rosenkrantz, född den 5 december 1674, död den 15 november 1745, var en dansk statsman, son till Erik Rosenkrantz och den skånska adelsdamen Margerethe Iversdatter Krabbe från Jordberga. Han var sålunda Jörgen Krabbes systerson.
Rosenkrantz avreste 1700 som dansk diplomat till Karl XII i Livland, men blev inte mottagen. 1702-05 var han danskt sändebud i England. Åren 1708-09 åtföljde han som hovmarskalk Fredrik IV på hans utländska resa och var 1710-14 ånyo sändebud i England. Han blev geheimeråd 1717 och president i kommerskollegiet, men avlägsnades 1723 till följd av kungens ovilja mot den gamla danska adeln.
Efter Kristian VI:s tronbestigning 1730 blev han återkallad och utnämnd till "oversekretær" både i danska och tyska kansliet samt hade som sådan stort inflytande, men undanträngdes 1735 och måste 1740 lämna även geheimekonseljen. Som universitetets patronus hade Rosenkrantz väsentlig del i dess nya stiftelseurkund 1732.